# 168 pr. n. št.

## Dogodki
- 22. junij - z bitko pri Pidni se konča druga makedonska vojna.
- konec šeste sirske vojne.